# 막동이 신혼 십개월
"막동이 신혼 십개월"은 한국에서 제작된 심우섭 감독의 1969년 영화이다. 구봉서 등이 주연으로 출연하였고 홍의선 등이 제작에 참여하였다.

## 출연

### 주연
- 구봉서
- 남정임
- 서영춘

## 기타
- 조명: 손영철
- 미술: 박석인